# Harry-Lime-Thema
Das Harry-Lime-Thema (engl. The Third Man Theme) ist der Titel einer von Anton Karas komponierten und auf der Zither gespielten Instrumentalmusik, die im Jahre 1950 Weltruhm erlangte.

## Entstehung
Regisseur Carol Reed begann am 20. September 1948 in Wien mit den Vorbereitungen für den Film Der dritte Mann. Die Dreharbeiten in Wien begannen am 22. Oktober 1948, das letzte Take fand am 11. Dezember 1948 statt. Reed wurde dort im Oktober 1948 auf Anton Karas aufmerksam, der für die Filmmusik das typisch österreichische Instrument Zither spielen sollte. Der seltsam abrupte, metallische Klang des Saiteninstruments drückte die wehmütig-melancholische Stimmung des Films perfekt aus. Der zunächst unwillige Karas studierte ein Buch über Zither-Musik, aus dem er Teile für seine Komposition adaptierte. Er wurde zu diesem Zweck am 1. Juni 1949 nach London eingeladen und erhielt dort ein wöchentliches Gehalt von £30, £20 Taschengeld und Auslagenersatz. Die Filmmusik entstand in Alexander Kordas Londoner Film Studios, wo der stets unter Heimweh leidende Karas bis zu 14 Stunden täglich für 12 Wochen an seiner ersten Komposition arbeitete. Die Tonaufnahmen für die Filmmusik fanden bis August 1949 statt, am 25. August 1949 sah Koproduzent David O. Selznick den Film zum ersten Mal. Die Begebenheiten um das erste Treffen zwischen Reed und Karas sind umstritten.
Die mit Zither vom Komponisten Anton Karas vorgetragene Instrumentalmusik wurde nach der Titelfigur des Films Harry Lime (dargestellt von Orson Welles) benannt. Am 31. August 1949 kam der Film in Großbritannien in die Kinos, am 17. September 1949 erhielt er beim Filmfestival Cannes den Grand Prix. Am 12. November 1949 wurde die Filmmusik urheberrechtlich registriert, Korda bezahlte lediglich £300 für alle Rechte. Die Filmmusik trägt den Film und ist neben der Filmbesetzung ein weiterer Star. Selznick schrieb am 25. November 1949 begeistert über das seiner Ansicht nach sensationelle Zither-Stück.

## Veröffentlichung und Erfolg

Anton Karas: The Third Man Theme, Chappell & Co. Inc. (US), (02:10)

Die Single The Third Man Theme / Der Café-Mozart-Walzer (London 300057/45 und London 536/78) kam in den USA im Dezember 1949 auf den Markt, der Film hatte dort erst am 2. Februar 1950 Premiere. Die Single gelangte am 18. Februar 1950 in die US-Hitparade und belegte ab 29. April 1950 für 11 Wochen die Spitzenposition. Noch bis zum Jahresende 1949 gingen weltweit 500.000 Exemplare über die Ladentheke; mit 4 Millionen verkauften Exemplaren ist sie noch immer eines der meistverkauften Instrumentalstücke. Den weltweiten Gesamtumsatz schätzte Teldec im Jahre 1963 auf über 40 Millionen Tonträger.
Gaston Claret (Musik) und Pierre Bayle (Text) verklagten Karas im März 1950, weil sie der Auffassung waren, dass die Melodie ihrer erschienenen Komposition Si petite (aufgenommen am 8. Juli 1932) von Lucienne Boyer entspreche. Am 28. April 1950 verhandelte das Pariser Schiedsgericht Tribunal referée über den Fall und wies die Klage als unbegründet ab.

## Coverversionen
Es gibt mindestens 54 Coverversionen. Die ersten stammten von britischen Orchestern wie The Café Vienna Quartet (November 1949), Lou Preager & Orchestra (Dezember 1949) oder Roberto Inglez & His Orchestra (Dezember 1949). In den USA folgte Guy Lombardo (9. Dezember 1949), der mit seiner Version ab 6. Mai 1950 Anton Karas an Rang 1 ablöste und nochmals für elf Wochen zum Nummer-eins-Hit wurde. Es folgten Hugo Winterhalter (Dezember 1949; Rang 21), Hank Garland and his Sugarfooters (Februar 1950), Freddy Martin & Orchestra (März 1950; Rang 17), Ethel Smith (Orgel; April 1950), Victor Young (Mai 1950; Rang 22), Hank Snow & Chet Atkins (September 1953), Billy Vaughn (LP The Golden Instrumentals; September 1956), Earl Bostic (LP Dance Music from the Bostic Workshop; Oktober 1958), Mickey Baker (Gitarre, Oktober 1959) oder Eddie Cochran (als Fourth Man Theme; November 1959). Walter Lord schrieb für die Fontane Sisters einen Text (Februar 1959). Die Skatalites brachten eine Ska-Version heraus (als Third Man Ska; 1965), gefolgt von Sandy Nelson (November 1965), The Beatles (1969), The Band (Oktober 1973), The Shadows (September 1981) oder André Rieu (LP Strauß & Co.; Mai 1995). 2001 wurde das Thema im Film Der Schuh des Manitu verwendet. 54 Coverversionen sind im Dritte Mann Museum in Wien abhörbar. Eine Version ist in Episode 1x5 der Serie Better Call Saul zu hören.